# Това, което животът ми открадна
„Това, което животът ми открадна“ (на испански: Lo que la vida me robó) е мексиканска теленовела, режисирана от Серхио Катаньо и Клаудио Рейес Рубио и продуцирана от Анджели Несма Медина за Телевиса през 2013 – 2014 г. Версията, написана от Хуан Карлос Алкала, е базирана на теленовелите Сватби по омраза, продуцирана от Ернесто Алонсо през 1983 г., и Истинска любов, продуцирана от Карла Естрада през 2003 г., адаптирани от Мария Саратини въз основа на оригиналната история Bodas de odio на писателката Каридад Браво Адамс. За разлика от предходните версии, действието в настоящата теленовела се развива в съвремието.
В главните положителни роли са Анжелик Бойер, Себастиан Рули и Луис Роберто Гусман, а в отрицателните роли са Даниела Кастро, Серхио Сендел и Гретел Валдес. Специално участие вземат актьорите Габриела Риверо, Освалдо Бенавидес, Алехандра Гарсия и първите актьори Ерик дел Кастийо и Ана Берта Еспин.

## Сюжет
Агуа Асул е малко селце, в което живее красивата девойка Монсерат. Майката на Монсерат, Грасиела, непрекъснато я манипулира, за да запази социалния си статус, защото за нея е най-важно как изглежда в очите на обществото. Грасиела е избрала иделния съпруг за дъщеря си – Себастиан, произхождащ от едно от най-влиятелните семейства в околността. Монсерат няма желание да се омъжи за него, защото е влюбена в друг – в моряка Хосе Луис, родителите ѝ обаче не знаят за това. Грасиела, отчаяна, иска финансова помощ от Алехандро. Той, обаче, има условие – да получи позволение да ухажва Монсерат. Грасиела не се замисля и се съгласява. По-късно връзката между Монсерат и Хосе Луис е разкрита от Грасиела и сина ѝ Димитрио. За да не рискуват своето бъдещо положение, решават да ги разделят на всяка цена. Постигат целта си, защото Хосе Луис е осъден за убийство, което не е извършил. Наранена Монсерат се съгласява да се омъжи за Алехандро, когато Хосе Луис излиза на свобода, той отива да търси любимата си, но вече е късно – тя е омъжена за друг.

## Актьори
Част от актьорския състав:
- Анжелик Бойер – Монсерат Мендоса Хиасинти
- Себастиан Рули – Алехандро Алмонте Домингес
- Луис Роберто Гусман – Хосе Луис Алварес / Антонио Оливарес
- Даниела Кастро – Грасиела Хиасинти вдовица де Мендоса
- Серхио Сендел – Педро Медина
- Гретел Валдес – Мария Самудио
- Ана Берта Еспин – Росарио Домингес
- Ерик дел Кастийо – отец Анселмо Киньонес
- Габриела Риверо – Карлота Мендоса Санроман
- Алексис Аяла – Есикел Басурто
- Маргарита Маганя – Есмералда Рамос де Соларес
- Карлос де ла Мота – Рефухио Соларес
- Алфредо Адаме – Бенхамин Алмонте
- Алекс Сирвент – Ерик
- Освалдо Бенавидес – Димитрио Мендоса Хиасинти
- Игнасио Касано – Бенхамин Алмонте (млад)
- Освалдо де Леон – Себастиан де Икаса

## Премиера
Премиерата на Това, което животът ми открадна е на 28 октомври 2013 г. по Canal de las Estrellas. Последният епизод е излъчен на 27 юли 2014 г.

## Награди и номинации
TVyNovelas 2015
| Категория                            | Личност                                                | Резултат   |
| ------------------------------------ | ------------------------------------------------------ | ---------- |
| Най-добра теленовела                 | Анджели Несма Медина                                   | Номинирана |
| Най-добра актриса в положителна роля | Анжелик Бойер                                          | Номинирана |
| Най-добър актьор в положителна роля  | Себастиан Рули                                         | Печели     |
| Най-добра актриса в отрицателна роля | Даниела Кастро                                         | Печели     |
| Най-добър актьор в отрицателна роля  | Серхио Сендел                                          | Номиниран  |
| Най-добър актьор в отрицателна роля  | Алексис Аяла                                           | Номиниран  |
| Най-добра първа актриса              | Ана Берта Еспин                                        | Номинирана |
| Най-добър актьор в поддържаща роля   | Луис Роберто Гусман                                    | Печели     |
| Най-добър актьор в поддържаща роля   | Освалдо Бенавидес                                      | Печели     |
| Най-добра актриса в поддържаща роля  | Маргарита Маганя                                       | Номинирана |
| Най-добра музикална тема             | „El perdedor“ от Енрике Иглесиас и Марко Антонио Солис | Номинирани |
| Най-добра история или адаптация      | Хуан Карлос Алкала, Роса Саласар и Фермин Сунига       | Печелят    |
| Най-добър екип                       | Това, което животът ми открадна                        | Номинирана |

## Адаптации
- Сватби по омраза, продуцирана от Ернесто Алонсо през 1983 г. С участието на Кристиан Бах, Мигел Палмер и Франк Моро.
- Истинска любов, продуцирана от Карла Естрада през 2003 г. С участието на Адела Нориега, Фернандо Колунга и Маурисио Ислас.